# 337

## Události
- 6. února – zvolen papežem Julius I.

## Úmrtí
- Constantinus I.

## Hlavy států
- Papež – Julius I. (337–352)
- Římská říše – Constantinus I. (306–337) » Constantius II. (337–361) + Constans (337–350) + Constantinus II. (337–340)
- Perská říše – Šápúr II. (309–379)
- Kušánská říše – Kipunada (335–350)